# Gnab
GNAB ist eine von der ehemaligen Bertelsmann-Tochter arvato mobile GmbH entwickelte legale Peer-to-Peer-Download-Plattform für Musik und Video.
Sie ermöglicht das schnelle Herunterladen von Dateien durch das Einsetzen von Peer-to-Peer Technologie. Die Dateien sind durch digitale Rechteverwaltung geschützt. Die Benutzer erhalten für das Bereitstellen von Upload-Kapazitäten eine kleine Vergütung.
GNAB wurde als sogenannte Whitelabel B2B-Lösung entwickelt, ist also zum Vertrieb durch Weiterverkäufer unter eigenem Markennamen gedacht.
Die aktuelle Plattform-Version GNAB 2.0 wurde im Januar 2009 gelauncht.
Zu den größten Kunde gehören:
- das Film-Download-Portal in2movies,[2] welches laut Webseite allerdings den Betrieb mittlerweile eingestellt hat,
- der Musik- und Film-Download-Dienst Pixbox der spanischen Telefongesellschaft Telefónica,
- das Musik-Download-Portal musik.web.de von Web.de,
- das Musik-Download-Portal musik.gmx.de von GMX,
- die Medien-Download-Portale getmo.com und Getmo South Africa der Firma Arvato Middle East Services (AMES).

Die arvato mobile GmbH wurde zum 1. Februar 2009 an AMES verkauft.